# Yavatmal (dystrykt)
Yavatmal (dystrykt) (marathi यवतमाळ जिल्हा, ang. Yavatmal district) – jest jednym z trzydziestu pięciu dystryktów indyjskiego stanu Maharasztra. Zajmuje powierzchnię 9 892km².

## Położenie
Położony jest we wschodniej części tego stanu. Graniczy z dystryktami: 
od zachodu z Hingoli i Washim, 
od  północy z Amarawati i Wardha, 
od wschodu z Chandrapur,
a na południu ze stanem Andhra Pradesh.
Stolicą dystryktu jest miasto Yavatmal.

## Rzeki
Rzeki przepływające przez obszar dystryktu :
- Arunavati
- Bembla
- Khuni
- Nirguda
- Painganga
- Poos
- Ramganga
- Vidarbha
- Waghadi
- Wardha